# David Poisson
David Poisson (Annecy, 31 marzo 1982 – Nakiska, 13 novembre 2017) è stato uno sciatore alpino francese specialista delle gare veloci.

## Biografia

### Stagioni 1998-2009
Originario di Peisey-Nancroix e attivo in gare FIS dal dicembre del 1997, Poisson ha esordito in Coppa Europa il 25 gennaio 2001 a Courchevel in slalom gigante, senza completare la prova, e in Coppa del Mondo il 14 febbraio 2004 nella discesa libera di Sankt Anton am Arlberg, dove si è piazzato 29º. Sempre nel 2004, l'11 marzo, ha conquistato in supergigante il suo primo podio in Coppa Europa (3º), mentre nel 2005 è stato convocato per i suoi primi Campionati mondiali, disputati a Bormio/Santa Caterina Valfurva, dove ha ottenuto il 9º posto sia nella discesa libera sia nel supergigante.
Il 9 febbraio 2007 ha ottenuto a Sarentino in discesa libera il suo secondo e ultimo podio in Coppa Europa (2º) e il 29 febbraio 2008 si è piazzato per la prima volta nei primi dieci in una gara di Coppa del Mondo, ottenendo il 10º tempo nella discesa libera di Kvitfjell. Nel 2009 è stato nuovamente convocato per i Mondiali, tenuti in quell'occasione a Val-d'Isère, ottenendo il 34º posto nel supergigante e non completando la discesa libera.

### Stagioni 2010-2018
Ai XXI Giochi olimpici invernali di Vancouver 2010, sua prima presenza olimpica, ha chiuso 7º nella discesa e non ha concluso il supergigante. Il 9 febbraio 2013 ha vinto la medaglia di bronzo ai Mondiali di Schaldming nella discesa libera, piazzandosi alle spalle di Aksel Lund Svindal e Dominik Paris; l'anno dopo ai XXII Giochi olimpici invernali di Soči 2014, sua ultima presenza olimpica, si è classificato 16º nella discesa libera e 17º nel supergigante. Ai Vail/Beaver Creek 2015, sua ultima presenza iridata, è stato 14º nella discesa libera e il 29 dicembre 2015 è salito per l'unica volta in carriera sul podio in Coppa del Mondo, classificandosi al 3º posto nella discesa libera di Santa Caterina Valfurva.
È morto il 13 novembre 2017 in seguito a un incidente in allenamento a Nakiska, in Canada: uscito di pista in una curva presa ad alta velocità, lo sciatore è stato sbalzato in aria, ha superato le due reti di protezione e ha colpito gli alberi di un boschetto posto in prossimità della pista, morendo sul colpo e rendendo vano ogni tentativo di rianimazione. La sua ultima gara in Coppa del Mondo è stata il supergigante di Lillehammer Kvitfjell del 26 febbraio 2017, chiuso al 46º posto, mentre la sua ultima gara in carriera è stata il supergigante di South American Cup disputato a La Parva il 6 settembre successivo, chiuso da Poisson al 16º posto.

## Palmarès

### Mondiali
- 1 medaglia:
  - 1 bronzo (discesa libera a Schladming 2013)

### Coppa del Mondo
- Miglior piazzamento in classifica generale: 50º nel 2013
- 1 podio:
  - 1 terzo posto

### Coppa Europa
- Miglior piazzamento in classifica generale: 38º nel 2007
- 2 podi:
  - 1 secondo posto
  - 1 terzo posto

### South American Cup
- Miglior piazzamento in classifica generale: 8º nel 2013
- 2 podi:
  - 2 vittorie

#### South American Cup - vittorie
| Data              | Località          | Paese | Specialità |
| ----------------- | ----------------- | ----- | ---------- |
| 14 settembre 2005 | Termas de Chillán | Cile  | DH         |
| 5 settembre 2012  | La Parva          | Cile  | SG         |

Legenda:

DH = discesa libera

SG = supergigante

### Campionati francesi
- 6 medaglie[2]:
  - 2 ori (supergigante nel 2005; supergigante nel 2008)
  - 1 argento (discesa libera nel 2014)
  - 3 bronzi (discesa libera nel 2004; discesa libera nel 2008; discesa libera nel 2016)